# Парламентские выборы в Люксембурге (1968)
Парламентские выборы в Люксембурге прошли 15 декабря 1968 года На них на 5-летний срок были избраны 56 членов Палаты депутатов Люксембурга.
В результате выборов Христианско-социальная народная партия получила 21 место, став крупнейшей парламентской партией.

## Результаты
Результаты парламентских выборов в Люксембурге 15 декабря 1968
| Партия                               | Партия                                         | Голоса  | %*   | Места | Изменение |
| ------------------------------------ | ---------------------------------------------- | ------- | ---- | ----- | --------- |
|                                      | Христианско-социальная народная партия         | 915 944 | 37,5 | 21    | -1        |
|                                      | Люксембургская социалистическая рабочая партия | 837 555 | 31,0 | 18    | -3        |
|                                      | Демократическая партия                         | 430 262 | 18,0 | 11    | +5        |
|                                      | Коммунистическая партия Люксембурга            | 402 610 | 13,1 | 6     | +1        |
|                                      | Национальная солидарность                      | 10 355  | 0,4  | 0     | новая     |
| Недействительных/пустых бюллетеней   | Недействительных/пустых бюллетеней             | 10 382  | –    | –     | –         |
| Всего                                | Всего                                          | 170 566 | 100  | 56    | 0         |
| Зарегистрированных избирателей*/Явка | Зарегистрированных избирателей*/Явка           | 192 601 | 88,6 | –     | –         |
| Источник: Nohlen & Stöver            |                                                |         |      |       |           |

* Доля голосов не соответствует количеству поданных голосов, так как избиратели из различных округов имеют различное количество бюллетеней. Доля голосов рассчитывается на основе пропорции голосов в каждом отдельном округе.